# Пролетарий (фабрика)
Фабрика «Пролетарий» — предприятие лёгкой промышленности, расположенное в посёлке Пролетарский Московской области.

## История
В небольшом сельце Городенки Серпуховского уезда купец Демид Хутарев в 1849 году строит суконную фабрику.
В 1890 году на этой фабрике работало уже 800 человек. В это время управляющим фабрикой был сын Демида Хутарева – Андрей Демидович Хутарев. Большое развитие фабрика получила в Русско-японскую войну, когда выпускала по государственному заказу военную продукцию.
В апреле 1917 года был избран рабочий комитет, а в ноябре этого же года управление фабрикой перешло в руки этого комитета. Первым директором фабрики из рабочих стал Новиков С.Т. С 7 ноября 1922 года решено было назвать фабрику «Пролетарий», а поселок Пролетарский.
На протяжении всего этого времени фабрика и поселок росли и развивались. В лучшие годы на фабрике работало до 2 000 человек. Почти все трудоспособное население поселка работало на фабрике.